# Winter in America (Doug Ashdown)
Winter in America is een lied dat werd geschreven door Doug Ashdown en Jimmy Stewart. Ze schreven het tussen 1972 en 1974 tijdens een koude winter in Nashville.
Het lied heette aanvankelijk Leave love enough alone en werd door Ashdown in 1974 met die titel uitgebracht in zijn thuisland Australië. De single kreeg een middelmatige ontvangst op de radiostations en behaalde toen geen succes. Toen hij het in 1976 nogmaals uitbracht als Winter in America behaalde hij er in Australië, en een dik jaar later in Nederland en België een succes mee.
Het nummer werd gecoverd door verschillende artiesten, zoals René Froger voor wie het in 1988 zijn doorbraak betekende als zanger. In Nederland werd het door andere artiesten al eerder gecoverd. Marco Bakker plaatste het op zijn elpee Roses for a blue lady (1984) en Gerard Cox als Winter hier in Holland is zo koud op zijn elpee Aangenaam (1987). In 2014 maakte The Kik een tweede Nederlandstalige versie, getiteld December. Deze verscheen in 2017 op het album Hertaalt!.
Het lied gaat over een man die de winter alleen als koud ervaart. Zijn geliefde is op dat moment niet meer bij hem en heeft een ander.
In 2016 claimde een Australische vrouw, Ruth Saliba, dat haar (inmiddels overleden) ex-man Chris Dyer de werkelijke componist/schrijver van het liedje was, maar dat hij het had weggegeven aan Ashdown die er vervolgens zijn eigen naam onder had gezet..

## Doug Ashdown,Winter in America(1976-1978)
Eind 1976 bracht Doug Ashdown zijn nummer voor de tweede maal uit op single, echter nu met de titel Winter in America. Op de B-kant plaatste hij het nummer Skid row.
In de maanden erop werd het nummer wel goed opgepikt door de radiostations en belandde het in de Australische Top 40. Op de lokale hitlijsten van Melbourne en Sydney bereikte het nummer respectievelijk een notering op 14 en 30. Begin 1978 bracht hij het ook in Europa uit, met hitnoteringen in Nederland en België.
In Nederland was de plaat op vrijdag 24 februari 1978 Veronica Alarmschijf op Hilversum 3 en werd een radiohit. De plaat bereikte de 17e positie in de Nationale Hitparade en de 13e positie in de Nederlandse Top 40. In België bereikte de plaat de 25e  positie in de Vlaamse Radio 2 Top 30. 

### Nederlandse Top 40
| Positie | 25 | 19 | 15 | 13 | 13 | 25 | 37 | uit |

### Nationale Hitparade
| "Winter in America" in de Nederlandse Nationale Hitparade binnen: 25-3-1978 | "Winter in America" in de Nederlandse Nationale Hitparade binnen: 25-3-1978 | "Winter in America" in de Nederlandse Nationale Hitparade binnen: 25-3-1978 | "Winter in America" in de Nederlandse Nationale Hitparade binnen: 25-3-1978 | "Winter in America" in de Nederlandse Nationale Hitparade binnen: 25-3-1978 |
| Week                                                                        | 1                                                                           | 2                                                                           | 3                                                                           |                                                                             |
| --------------------------------------------------------------------------- | --------------------------------------------------------------------------- | --------------------------------------------------------------------------- | --------------------------------------------------------------------------- | --------------------------------------------------------------------------- |
| Positie                                                                     | 17                                                                          | 17                                                                          | 23                                                                          | uit                                                                         |

### Vlaamse Radio 2 Top 30
| Positie: | 25 | uit |

### NPO Radio 2 Top 2000
| Nummer met noteringen in de NPO Radio 2 Top 2000 | '99 | '00 | '01  | '02  | '03  | '04  | '05  | '06  | '07  | '08  | '09 | '10  | '11  | '12  | '13  |
| ------------------------------------------------ | --- | --- | ---- | ---- | ---- | ---- | ---- | ---- | ---- | ---- | --- | ---- | ---- | ---- | ---- |
| Winter in America                                | 820 | 904 | 1367 | 1135 | 1188 | 1370 | 1404 | 1724 | 1700 | 1502 | -   | 1901 | 1895 | 1929 | 1646 |

1. ↑  Een '-' betekent dat het nummer niet was genoteerd en een vetgedrukt getal geeft de hoogste notering aan.
2. ↑  Deze tabel is bijgewerkt tot en met de laatste editie (2024).

## René Froger (1988)
Vanaf 1984 had René Froger een paar singles uitgebracht die hem nog geen succes hadden opgeleverd. Dit veranderde toen hij in 1988 Winter in America uitbracht. Dit lied werd voor hem de doorbraak als zanger. Het nummer behaalde de top 10 in de Nederlandse hitlijsten en kende ook een klein succesje in België.

### Nederlandse Top 40
| "Winter in America" in de Nederlandse Top 40 binnen: 12-3-1988 | "Winter in America" in de Nederlandse Top 40 binnen: 12-3-1988 | "Winter in America" in de Nederlandse Top 40 binnen: 12-3-1988 | "Winter in America" in de Nederlandse Top 40 binnen: 12-3-1988 | "Winter in America" in de Nederlandse Top 40 binnen: 12-3-1988 | "Winter in America" in de Nederlandse Top 40 binnen: 12-3-1988 | "Winter in America" in de Nederlandse Top 40 binnen: 12-3-1988 | "Winter in America" in de Nederlandse Top 40 binnen: 12-3-1988 | "Winter in America" in de Nederlandse Top 40 binnen: 12-3-1988 | "Winter in America" in de Nederlandse Top 40 binnen: 12-3-1988 | "Winter in America" in de Nederlandse Top 40 binnen: 12-3-1988 |
| Week                                                           | 1                                                              | 2                                                              | 3                                                              | 4                                                              | 5                                                              | 6                                                              | 7                                                              | 8                                                              | 9                                                              |                                                                |
| -------------------------------------------------------------- | -------------------------------------------------------------- | -------------------------------------------------------------- | -------------------------------------------------------------- | -------------------------------------------------------------- | -------------------------------------------------------------- | -------------------------------------------------------------- | -------------------------------------------------------------- | -------------------------------------------------------------- | -------------------------------------------------------------- | -------------------------------------------------------------- |
| Positie                                                        | 29                                                             | 21                                                             | 10                                                             | 7                                                              | 6                                                              | 5                                                              | 7                                                              | 12                                                             | 21                                                             | uit                                                            |

### Nationale Hitparade Top 100
| "Winter in America" in de Nationale Hitparade Top 100 binnen: 5-3-1988 | "Winter in America" in de Nationale Hitparade Top 100 binnen: 5-3-1988 | "Winter in America" in de Nationale Hitparade Top 100 binnen: 5-3-1988 | "Winter in America" in de Nationale Hitparade Top 100 binnen: 5-3-1988 | "Winter in America" in de Nationale Hitparade Top 100 binnen: 5-3-1988 | "Winter in America" in de Nationale Hitparade Top 100 binnen: 5-3-1988 | "Winter in America" in de Nationale Hitparade Top 100 binnen: 5-3-1988 | "Winter in America" in de Nationale Hitparade Top 100 binnen: 5-3-1988 | "Winter in America" in de Nationale Hitparade Top 100 binnen: 5-3-1988 | "Winter in America" in de Nationale Hitparade Top 100 binnen: 5-3-1988 | "Winter in America" in de Nationale Hitparade Top 100 binnen: 5-3-1988 | "Winter in America" in de Nationale Hitparade Top 100 binnen: 5-3-1988 | "Winter in America" in de Nationale Hitparade Top 100 binnen: 5-3-1988 | "Winter in America" in de Nationale Hitparade Top 100 binnen: 5-3-1988 | "Winter in America" in de Nationale Hitparade Top 100 binnen: 5-3-1988 |
| Week                                                                   | 1                                                                      | 2                                                                      | 3                                                                      | 4                                                                      | 5                                                                      | 6                                                                      | 7                                                                      | 8                                                                      | 9                                                                      | 10                                                                     | 11                                                                     | 12                                                                     | 13                                                                     |                                                                        |
| ---------------------------------------------------------------------- | ---------------------------------------------------------------------- | ---------------------------------------------------------------------- | ---------------------------------------------------------------------- | ---------------------------------------------------------------------- | ---------------------------------------------------------------------- | ---------------------------------------------------------------------- | ---------------------------------------------------------------------- | ---------------------------------------------------------------------- | ---------------------------------------------------------------------- | ---------------------------------------------------------------------- | ---------------------------------------------------------------------- | ---------------------------------------------------------------------- | ---------------------------------------------------------------------- | ---------------------------------------------------------------------- |
| Positie                                                                | 62                                                                     | 29                                                                     | 14                                                                     | 11                                                                     | 10                                                                     | 10                                                                     | 10                                                                     | 12                                                                     | 16                                                                     | 32                                                                     | 57                                                                     | 63                                                                     | 69                                                                     | uit                                                                    |

### Vlaamse Ultratop 50
| "Winter in America" in de Vlaamse Ultratop 50 binnen: 23-4-1988 | "Winter in America" in de Vlaamse Ultratop 50 binnen: 23-4-1988 | "Winter in America" in de Vlaamse Ultratop 50 binnen: 23-4-1988 | "Winter in America" in de Vlaamse Ultratop 50 binnen: 23-4-1988 | "Winter in America" in de Vlaamse Ultratop 50 binnen: 23-4-1988 | "Winter in America" in de Vlaamse Ultratop 50 binnen: 23-4-1988 |
| Week                                                            | 1                                                               | 2                                                               | 3                                                               | 4                                                               |                                                                 |
| --------------------------------------------------------------- | --------------------------------------------------------------- | --------------------------------------------------------------- | --------------------------------------------------------------- | --------------------------------------------------------------- | --------------------------------------------------------------- |
| Positie                                                         | 29                                                              | 25                                                              | 18                                                              | 27                                                              | uit                                                             |